# Phantasiomyia atripes
Phantasiomyia atripes là một loài ruồi trong họ Tachinidae.